# Sophiendal
Sophiendal er en herregård i Veng Sogn i Skanderborg Kommune. Gården ligger 12 km nord for Skanderborg ad vejen mod Låsby, i Søhøjlandet. Hovedbygningen fungerer i dag som hotel. 

## Venggaard
Sophiendal er resterne af det gamle Veng Kloster,[kilde mangler] der har ligget i tilknytning til Veng Kirke lige syd for Sophiendals have. I 1168 flytter munkene imidlertid herfra for i stedet at grundlægge Øm Kloster. I Veng opstår i stedet for det nedlagte kloster nu en hovedgård, som indtil 1768 hed "Venggaard". Gården nævnes allerede i 1236. Gården hørte under Øm Kloster indtil reformationen, hvor den indlemmes i krongodset under Skanderborg Slot og Skanderborg Rytterdistrikt.

## Sophiendal
1767 overtager Frederik Ludvig von Woyda gården, som han omdøber til Sophiendal efter sin kone Frederikke Anna Sophie Adeler og opretter det som stamhus. Gården blev siden arvet af tre børnebørn, baronesserne Reedt-Thott og derefter solgt i 1807. Gården gik dog ved tvangsauktion tilbage til familien i 1820, hvor Jørgen baron Rosenkrantz, gift med Birgitte Charlotte baronesse Reedt-Thott, overtog gården. De gik i arv til sønnerne, af hvilke amtmand Gottlob E. G. F. baron Rosenkrantz bliver eneejer i 1853. Han valgte at erstatte den tidligere bindingsværksgård med den nuværende hovedbygning, opført i årene 1875-1879 og udvidet i 1884. Huset er stærkt inspireret i udformning og materialer af Rosenkrantz-slægtens gamle stamsæde, Rosenholm på Djursland. Rosenkrantzerne forblev på Sophiendal indtil 1942, hvor baron Holger Rosenkrantz sælger gården og flytter til Ørumgaard ved Vejle. Gården har siden skiftet ejer adskillige gange. Siden 1990 har hovedbygningen været anvendt til hotel med 40 værelser. Sophiendal Gods er på 420 hektar og drives med Angus kødkvæg, planteavl og skovbrug.

## Ejere Af Veng Kloster, Venggaard (Wengitgard) og Sophiendal
- (-1165) Benediktinerordenen
- (1165-1168) Cistercienserordenen
- (1168-1484) Kronen / Øm Kloster – forskellige parthavere
- (1484-1536) Øm Kloster
- (1536-1767) Kronen
- (1767-1778) Frederik Ludvig von Woyda
- (1778-1805) Frederikke Anna Sophie Adeler, gift von Woyda
- (1805-1807) Baronesserne Anne Magdalene Reedtz-Thott, Frederikke Reedtz-Thott & Birgitte Charlotte Reedtz-Thott (børnebørn)
- (1807-1811) Andreas Nicolaj Bagger / Jørgen M. Gjesing
- (1811-1813) Peder Skandorff
- (1813-1820) Christian Møller Bus
- (1820-1821) Slægten von Woyda
- (1821-1831) Jørgen baron Rosenkrantz
- (1831-1833) Birgitte Charlotte Holgersdatter Reedtz-Thott gift Rosenkrantz
- (1833-1853) Gottlob E. G. F. baron Rosenkrantz/ Frederik Verner baron Rosenkrantz (sønner)
- (1853-1884) Gottlob E. G. F. baron Rosenkrantz (eneejer)
- (1884-1886) Elisabeth Louise baronesse Rosenkrantz (enke)
- (1886-1912) Gunde Jørgen Holger Carl baron Rosenkrantz (søn)
- (1912-1942) Holger Jørgen Gottlob Frederik baron Rosenkrantz (søn)
- (1942-1964) Johannes Jensen
- (1964-1966) Johannes Jensens dødsbo
- (1966-1975) Erik Christensen
- (1975-1980) E. Linde Jacobsen
- (1980-1989) Orla Lokdam
- (1989-1994) Sophiendal ApS v/P. E. From
- (1994-) Sophiendal Aps v/familien Lokdam